# شورينجي كيمبو
شورينجي كيمبو (باليابانية: 少林寺拳法) هو أحد فنون القتال أنشأ من قبل دوشين سو (宗 道臣) كنظام للتحسين الذاتي والتدريب أو الانضباط في اليابان في عام 1947 على أساس شاولين كونغ فو.
تقوم أساليب التدريب على أساس فلسفة «أنه لا يمكن فصل الروح والجسم عن بعضهما» (心身一如: شينشين إيتشينيو) ومن أجل «تدريب الجسد والروح معا» (拳禅一如: كينزين إيتشينيو). وبهذه الطريقة، كان عرفت ثلاث فوائد لشورينجي كيمبو في «الدفاع عن النفس والتدريب» (護身錬鍛: جوشين رينتان)، «التدريب العقلي» (精神修養: سيشن شويو) و（健康増進 «تعزيز الصحة»: كينكو زوشين).
تشتمل شورينجي كيمبو أيضا على نظام للتعليم يهدف إلى «تأسيس الذات» (自己確立: جيكو كاكوريتسو) وتشجيع «الراحة المتبادلة» (自他共楽: جيتا كيوراكو') وتستخدم أيضا جداول زمنية للتدريب التقني (科目表: كاموكو هيو) وكتيب سميك للفلسفة والتقنيات (少林寺拳法教範: شورينجي كيمبو كيوان).
من المهم معرفة شورينجي كيمبو تستمد فلسفتها الأساسية من البوذية القديمة وتقنياتها الأساسية من فنون الدفاع عن النفس الصينية القديمة.

## تقنيات
تنقسم الشورينجي كيمبو إلى طوري قتال. الأول يدعى قوهو (Goho) وهو عبارة القتال بالضربات الفردية وفيه يتعلم كيف يتصدى اللاعب لضربات الخصم عن طريق الصد ومن ثم ضربه. الطور الآخر يدعى جوهو (Joho) وهو عبارة عن ردات فعل دفاعية في حال تعرض اللاعب للقبض (مسك) من يده أو من أي مكان آخر في جسمه. تعتمد على الإخلال بوزن الخصم ومن ثم الإفلات من قبضته وضربه، أو يتم فيها طرح الخصم أرضاً إثر اختلال وزنه أو إثر الضغط على مفاصله في وضعية معينة حيث تجبره على السقوط.

## وصلات خارجية
- الموقع الرسمي لشورينجي كيمبو